# Bahnhof Leipzig-Stötteritz
Der Bahnhof Leipzig-Stötteritz ist ein Bahnhof im Leipziger Stadtteil Stötteritz.

## Geschichte

Der Bahnhof um 1910

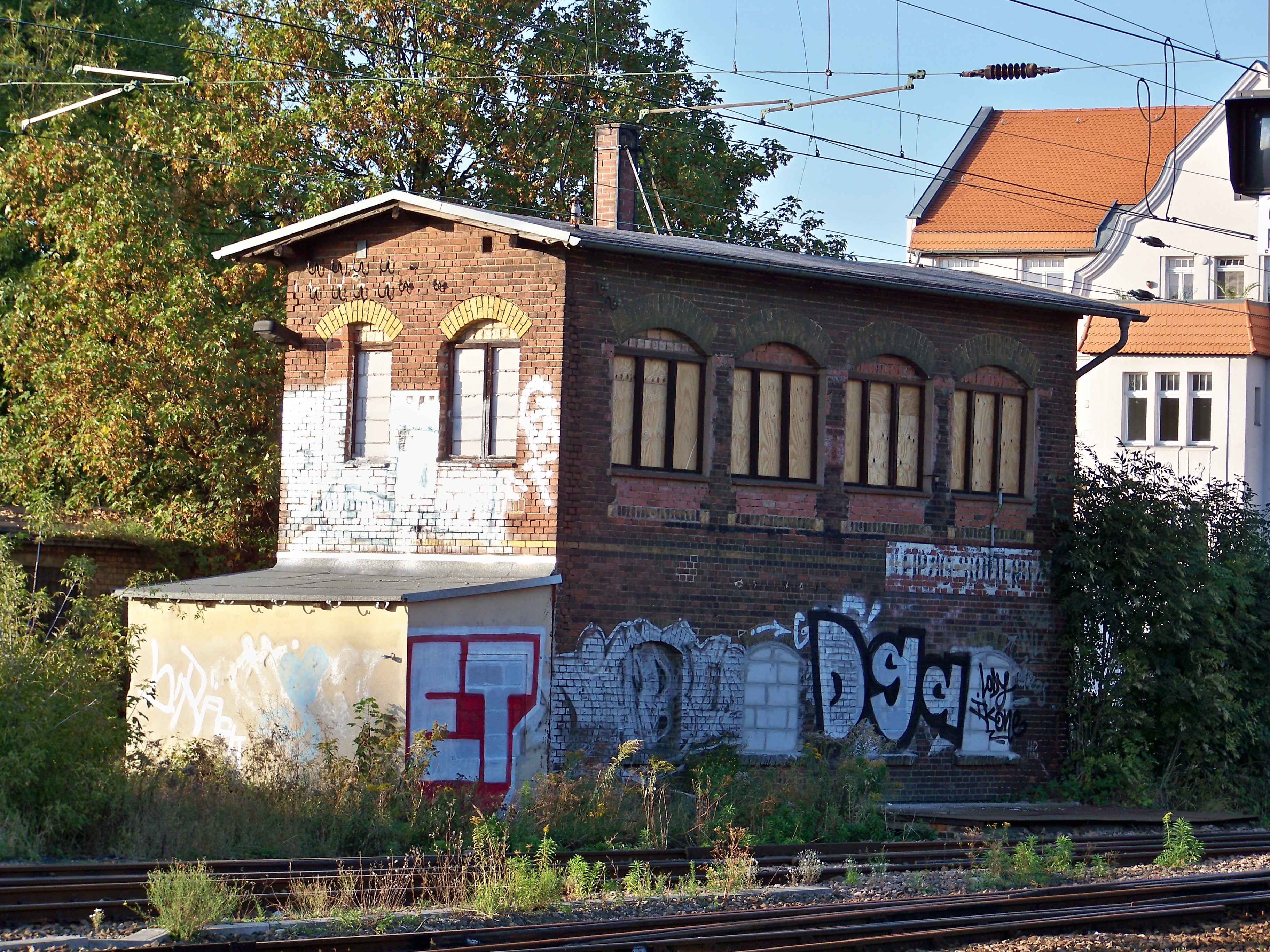
Ehem. Stellwerk 1 (2009)

Die Anlage wurde am 1. Dezember 1891 als Ladestelle für den Güterverkehr eröffnet und diente ab 1. Mai 1893 als Haltestelle auch für den Personenverkehr. Der ursprüngliche Name Stötteritz wurde am 1. April 1897 durch den heutigen Namen Leipzig-Stötteritz ersetzt. Seit 1. Mai 1905 ist die Anlage ein Bahnhof. Beim Ausbau der Leipziger Bahnanlagen wurde ein zweiter Bahnsteig östlich vom bestehenden baulich vorbereitet, der geplante Zugang und die Brückenwiderlager für zwei weitere Gleise sind noch immer zu sehen. Bis zur Überwerfung der Verbindungsbahn mit dem Güterring nach Engelsdorf und Schönefeld sind ebenfalls Brückenauflager vorbereitet worden. Diese Vorleistungen wurden jedoch niemals genutzt.
Ab 1967 wurde der Güterbahnhof Leipzig-Stötteritz zum Containerbahnhof umgebaut, begünstigt durch seine Lage am Güterring, die Nähe zum damaligen Messegelände und die gute Straßenanbindung. Es wurden zwei Containerverladebrücken mit Kranbahn und ein Stapelplatz errichtet. Der Containerbahnhof ging am 2. Dezember 1968 in Betrieb.
Seit 1969 wurde der Bahnhof Stötteritz auch von der Leipziger S-Bahn bedient, zuletzt durch die S-Bahnlinie S2, die ab 2009 als MRB 2 verkehrte. Im Jahr 2007 nutzten weniger als 1000 Reisende täglich den Bahnhof.
Mit Inbetriebnahme des Netzes der S-Bahn Mitteldeutschland im Dezember 2013 war Stötteritz Endpunkt der Linie S3 und der Taktverdichter der S1 (im Fahrplanjahr 2017: S11), weiterhin bediente die Linie S1 den Bahnhof. Seit Dezember 2015 endet statt der S11 die S1 im Bahnhof, zusätzlich wurde er durch die Linie S4 bedient, deren Südast wegen der Zwangspunkte in der Fahrplangestaltung durch die Bauarbeiten im Bahnhof Halle (S) Hbf von Geithain nach Wurzen verlegt werden musste. Die Züge der Linie S3 bedienten Stötteritz in dieser Zeit nicht mehr, dafür wendeten hier Züge der S2. Mit dem Fahrplanwechsel im Dezember 2019 entfielen die Zwangspunkte in Halle wieder weitgehend, zwischen Wurzen und Halle über Schkeuditz verkehrt seitdem wieder die S-Bahn-Linie S3. Außerdem kehren in Stötteritz die Linien S1 nach Miltitzer Allee und S2 nach Lutherstadt Wittenberg und Dessau.

## Beschreibung
Der Bahnhof Leipzig-Stötteritz befindet sich an der 1878 eröffneten Leipzig-Connewitzer Verbindungsbahn zwischen dem nördlich gelegenen, früheren Haltepunkt Leipzig Anger-Crottendorf und dem südlich gelegenen Bahnhof Leipzig-Connewitz sowie an der 1906 eröffneten und damals insbesondere dem Güterverkehr dienenden Strecke Engelsdorf–Leipzig-Connewitz. Im Bahnhof Leipzig-Stötteritz begann das Anschlussgleis zum Gelände der Technischen Messe, heute als Alte Messe Leipzig bezeichnet. Der 1968 für den Messe-Schnellverkehr und die ein Jahr später eröffnete S-Bahn Leipzig gebaute Bahnsteig Leipzig Völkerschlachtdenkmal, bis 1996 Messegelände, liegt ebenfalls noch innerhalb des Bahnhofes. Der Bahnhof Leipzig-Stötteritz wird gemeinsam mit der Abzweigstelle Leipzig-Anger und dem Bahnhof Leipzig-Connewitz aus der Betriebszentrale Leipzig vom Fahrdienstleiter Leipzig Hauptbahnhof Ost gesteuert. Es ist ein elektronisches Stellwerk der Firma Thales, das zugehörige ESTW-A befindet sich in Leipzig-Connewitz.

## Baumaßnahmen 2011–2013

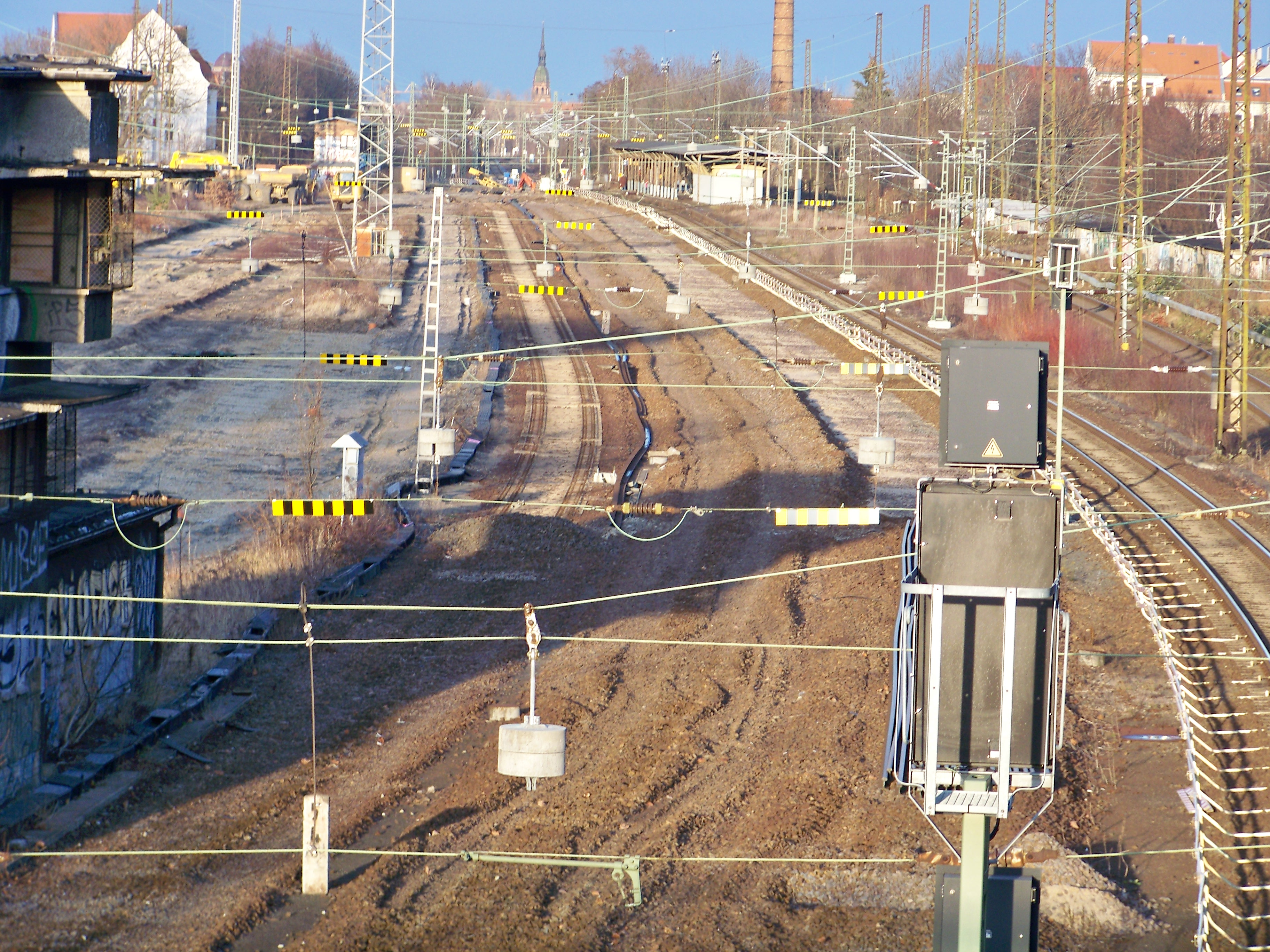
Umbau der Gleisanlagen im Bahnhof (Dezember 2011)
Blick Richtung Norden

Im Zuge der Realisierung von netzergänzenden Maßnahmen zum City-Tunnel Leipzig wurde der Bahnhofsbereich bis Ende 2013 vollständig umgestaltet und erneuert. Die Bauarbeiten begannen im Oktober 2011 mit dem Rückbau nicht mehr benötigter Gleisanlagen im Güterbahnhof und der Brückenüberbauten über der Papiermühlstraße. Neu errichtet wurde ein Mittelbahnsteig mit zwei äußeren Durchgangsgleisen und einem inneren Kopfgleis für wendende Züge. Die S-Bahntrasse wurde hierbei von Osten (Strecke 6361) nach Westen (Strecke 6375, Güterring) und die Güterzuggleise von der West- auf die Ostseite verlagert. Weiterhin wurde die Überführung über die Papiermühlstraße abgebrochen und neu errichtet, die Bahnsteigzugänge sind direkt in den Brückenneubau integriert. Ein Aufzug ermöglicht den barrierefreien Zugang zum Bahnsteig.
Die ursprünglich vorgesehene Trennung der Streckengleise von und nach Engelsdorf mit denen von und nach Leipzig-Schönefeld wurde nicht ausgeführt, zwischen dem Nordkopf und der Abzweigstelle Anger liegen nur die vormaligen Güterringgleise.

## Verkehrsanbindung
| Linie                    | Linienverlauf | Takt (min) | EVU             |
| ------------------------ | --- | ---------- | --------------- |
| S 1                      | Leipzig-Stötteritz – Leipzig Bayerischer Bahnhof – Leipzig Hbf (tief) – Leipzig-Plagwitz – Leipzig Miltitzer Allee     | 30         | DB Regio Südost |
| S 2                      | Leipzig-Stötteritz – Leipzig Hbf (tief) – Leipzig Messe – Delitzsch – Bitterfeld – Dessau / Wittenberg (– Jüterbog)    | 30         | DB Regio Südost |
| S 3                      | Oschatz – Wurzen – Leipzig-Stötteritz – Leipzig Hbf (tief) – Leipzig-Wahren – Schkeuditz – Halle Hbf – Halle-Nietleben | 30         | DB Regio Südost |
| Stand: 11. Dezember 2022 | |            |                 |

### Öffentlicher Nahverkehr
Der Bahnhof Leipzig-Stötteritz ist an das innerstädtische Straßenbahn- und Busnetz durch folgende Linien angebunden:
| Linie | Linienverlauf | Betreiber |
| ----- | --- | --------- |
| 4     | Stötteritz, Holzhäuser Str. – Rathaus Stötteritz – S-Bf. Stötteritz – Riebeck-/Stötteritzer Str. – Reudnitz, Koehlerstr. – Johannisplatz – Augustusplatz – Hauptbahnhof – Goerdelerring – Waldplatz – Georg-Schumann-/Lindenthaler Str. – S-Bf. Coppiplatz – Gohlis, Landsberger Str.                                                                       | LVB       |
| N8    | Hauptbahnhof → Augustusplatz → Bayerischer Bf. → Ostplatz → Riebeck-/Oststr. → Altes Messegelände → S-Bf. Stötteritz → Südfriedhof → Probstheida → Meusdorf → Liebertwolkwitzer Markt → Bf. Holzhausen → Stötteritz, Holzhäuser Str. → S-Bf. Stötteritz → Altes Messegelände → Riebeck-/Oststr. → Ostplatz → Bayerischer Bf. → Augustusplatz → Hauptbahnhof | LVB       |